# ショートオーダー/エッグスプロード!
『ショートオーダー/エッグスプロード!』（Short Order / Egg-splode!）は、Nintendo of America（任天堂の米国現地法人）が1989年12月に北米で発売したNES（日本のファミリーコンピュータに相当）用ソフト。日本未発売。
周辺機器・Power Pad（日本のファミリートレーナー）専用ソフトで最後に開発・発売されたタイトルである。

## 概要
Power PadのマットB面（12キー）を使用。「ショートオーダー」と「エッグスプロード!」のパズルゲーム2タイトルが入ったオムニバス形式となっている。最初に表示されるタイトル画面は「ショートオーダー」だが、ここでスタートボタンを押さずに待機しているとオオカミが爆弾を投げ付けて「ショートオーダー」のタイトルを画面外に追いやり「エッグスプロード!」のタイトル画面が現れる。

### ショートオーダー
ハンバーガーを画面左の見本に従い、パティ（牛肉）・チーズ・レタス・トマトを順番に重ねて完成させて行き、制限時間内に少しでも多くの具を積み重ねたハンバーガーをどれだけ多く作れるかを競う。

### エッグスプロード!
12匹のニワトリが卵を温めている所にオオカミが爆弾を置いて行くので、モグラ叩きの要領で爆発する前に導火線を消して行く。爆発を防ぐノルマの個数を達成すればステージクリアとなるが、面が進むにつれてオオカミの頭数が増えスピードも早くなる。